# 布拉顿镇区 (俄亥俄州亚当斯县)
布拉顿镇区是美国俄亥俄州亚当斯县的一个镇区，2010年美国人口普查时有1461人居住在该镇区。
全州范围内仅有这一个布拉顿镇区。

## 地理
布拉顿镇区位于亚当斯县北部，与以下镇区接壤：
- 高地县布拉什克里克镇区 - 北
- 派克县米夫林镇区 - 东北角
- 富兰克林镇区 - 东
- 梅格斯镇区 - 南
- 斯科特镇区 - 西
- 高地县杰克逊镇区 - 西北

## 历史
布拉顿镇区建立于1877年，命名源自早期移居者约翰·布拉顿。

## 政府
镇区有3人组成的理事会管理。理事会理事选举在奇数年11月举行，并在来年1月1日开始四年任期。两名理事的选举在总统选举后一年举行，另一名的选举在总统选举前一年举行。镇区财务官亦由选举产生，与一名镇区理事选举同时举行，不过在来年4月1日才开始四年任期。若财务官或理事职位有空缺，将由剩余理事填补。